# Sint-Ludgeruskerk (Doornspijk)
De Sint-Ludgeruskerk van Doornspijk stond oorspronkelijk ten noorden van de huidige plaats Doornspijk aan de zeedijk langs de voormalige Zuiderzee. De kerk werd na zware beschadigingen door de storm van februari 1825 en een brand na een blikseminslag op 18 oktober 1825 geheel afgebroken. De plek waar de kerk gestaan heeft is gemarkeerd met stenen op de plaats van de vroegere funderingen.

## Geschiedenis

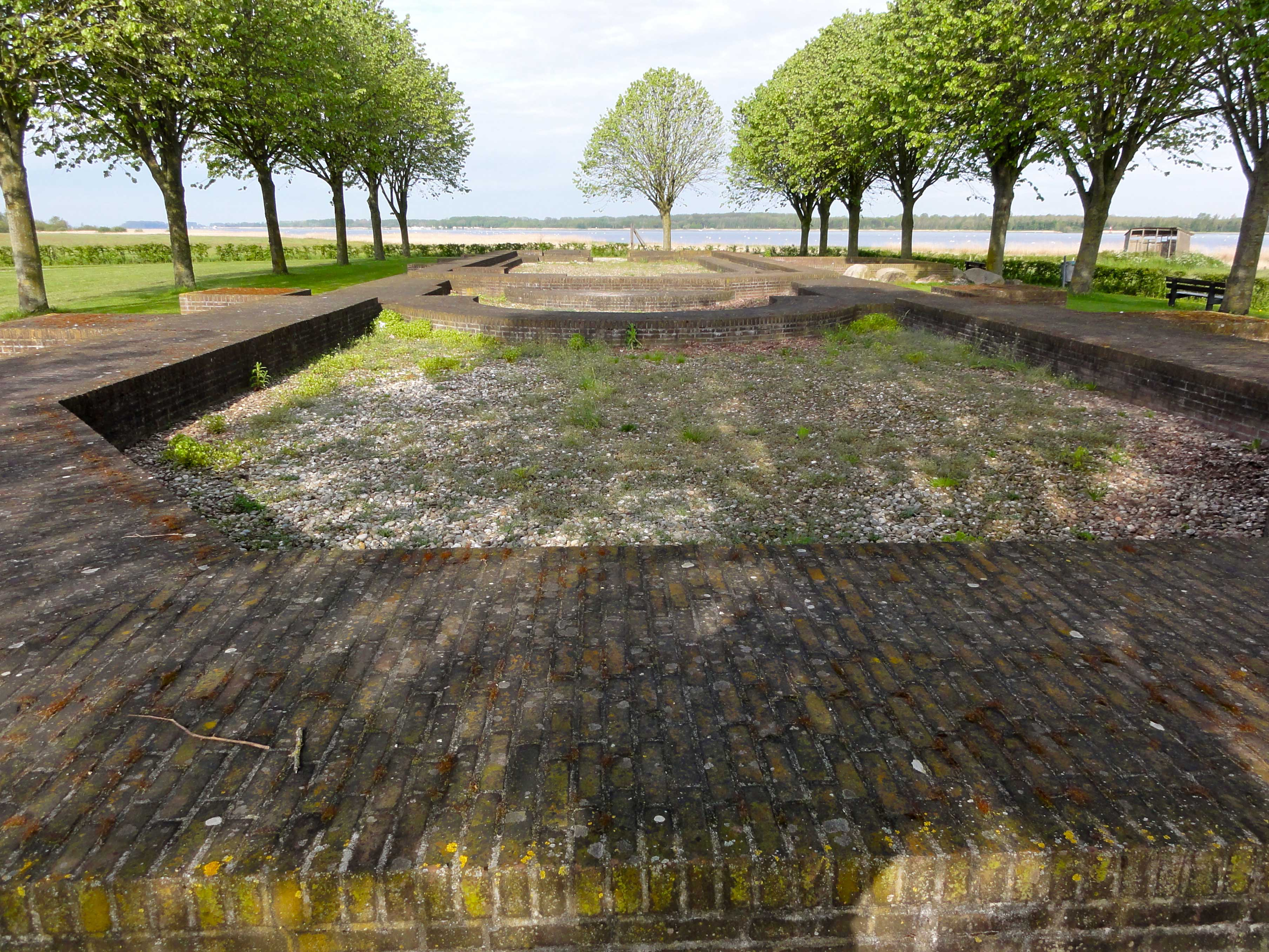
Markering van de fundering van de verdwenen Sint-Ludgeruskerk van Doornspijk

De eerste tufstenen kerk op deze plaats werd rond 1100 gebouwd. De kerk verving houten voorlopers op dezelfde plek. De eerste houten kerk zal omstreeks 800 zijn gesticht. Onbekend is of Liudger zelf de stichter is geweest. De kerk werd wel aan hem gewijd en behoorde tot de bezittingen van de door Liudger gestichte abdij van Werden. Het eerste tufstenen kerkje was een eenvoudige rechthoekige kerk, die in 1130 werd uitgebreid met een koor, afgesloten door een halfronde apsis. Aan het einde van de 12e eeuw werd de kerk aan twee zijden uitgebreid. Aan de westzijde verrees een grote toren en aan de oostzijde werd het koor uitgebreid. Ook voor deze uitbreidingen werden tufstenen gebruikt. In 1473 bereikte de kerk haar grootste omvang door een verdere uitbreiding van het koor, dat in gotische stijl werd vormgegeven. De kerk was toen ruim 45 meter lang. In 1584, tijdens de Tachtigjarige Oorlog, werd de kerk afgebroken. De bestuurders van de vestingstad Elburg vreesden dat de Spanjaarden de kerk zouden gebruiken als schuilplaats. De toren bleef echter gespaard. Acht jaar later was de vrees voor de vijand geweken en werd er een nieuwe, maar wel kleinere, kerk bij de toren gebouwd. Deze kerk heeft tot 1825 dienstgedaan voor de bewoners van het landelijk gebied rond Doornspijk en Wessinge. Via de Kerkdijk was er een verbinding met dit achterland. Na de verwoesting van de kerk werd er een stuk zuidelijker - minder dicht bij de zee tegenover het Erf Klarenbeek - een nieuwe Waterstaatskerk gebouwd.